# Pacemaker

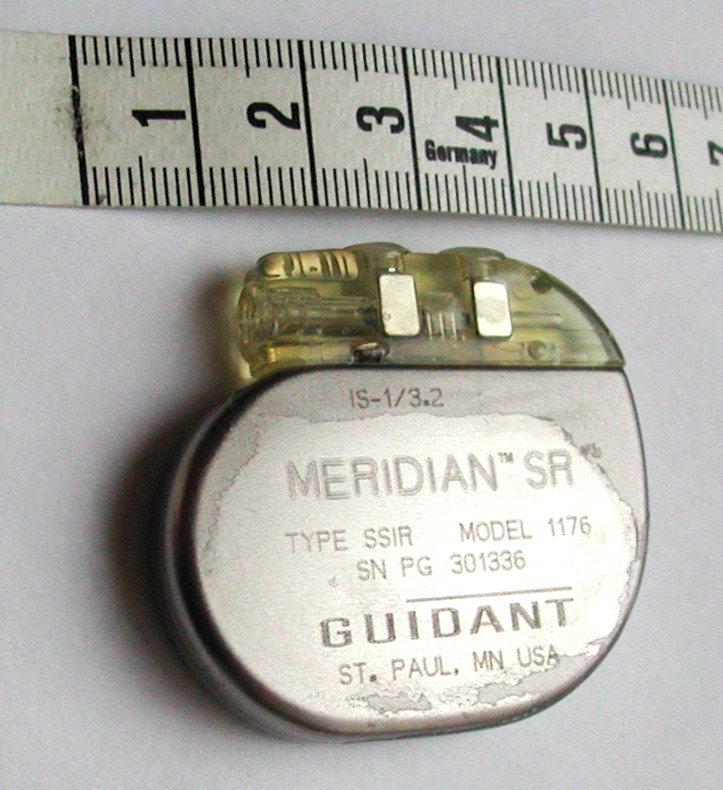
Modern enkammarspacemaker från Guidant (bild från 2005).

En pacemaker, även kallad hjärtstimulator eller pulsgenerator, är en elektronisk apparat som opereras in i kroppen hos personer vars hjärtas pumpverksamhet inte alltid fungerar som den ska till följd av fel i hjärtats elektriska fortledningssystem. Exempel på indikation för pacemakerimplantation är att sinusknutan eller AV-noden inte fungerar tillfredsställande, varvid patienten kan svimma, uppleva svår yrsel eller trötthet.
Pacemakern är ungefär lika stor som en tändsticksask och placeras under nyckelbenet och därifrån går en, två eller tre (för hjärtsviktspacemaker=CRT) elektroder till hjärtat. Pacemakern lyssnar av hjärtats egen aktivitet och skickar vid behov elektriska signaler till hjärtats högra förmak och/eller kammare som skickar impulser vidare till muskelcellerna i hjärtats väggar. Hjärtat pumpar sedan ut blod till lungkretsloppet och det stora kretsloppet. Pacemakern ersätter alltså sinusknutans och/eller AV-nodens funktion vid behov.

## Historia
Världens första pacemaker, som opererades in i en människa, tillverkades i Sverige av Rune Elmqvist 1958. Samma år opererades en pacemaker in i en patient av hjärtkirurgen Åke Senning. Den fungerade däremot inte så bra; den första höll bara ett par timmar och den andra endast ett par veckor. Den första patienten Arne Larsson överlevde emellertid både uppfinnaren och kirurgen, och fick uppleva 26 pacemakrar innan han vid 86 års ålder avled 2001.
I februari 1960 hade Rune Elmqvist  gjort en ny typ av pacemaker, som opererades in i en patient i Uruguay. Patienten avled av andra anledningar efter nio månader. Senare samma år skedde den första operationen i USA, med en pacemaker designad av Wilson Greatbatch som fungerade i över ett år. Uppfinnarna gav upphov till var sin pacemakerfabrik, vilka finns kvar än idag[när?] (om än med andra namn).[källa behövs]
Pacemakerimplantation är numera ett rutiningrepp, som oftast utförs av en kardiolog med specialisering inom arytmologi. Operationen tar vanligen mindre än en timme i anspråk och utförs som regel med lokalbedövning.